# 夜叉 (映画)
『夜叉』（やしゃ）は、1985年8月31日に公開された日本映画。監督は降旗康男、主演は高倉健。グループ・エンカウンター製作、東宝配給。

## あらすじ
背中一面に彫られた刺青から「人斬り夜叉」と呼ばれた、大阪・ミナミの伝説の男、北原修治は、覚醒剤によるシノギに嫌気が差してヤクザから足を洗い、若狭湾に面した小さな港町で漁師となり、妻子と平穏な生活を続けて15年。ある冬のこと、ミナミから螢子という女が流れ着き、小料理屋「螢」を開く。螢子の都会の刺激と香りに満ちた妖しい魅力に修治の心が揺れ動く。しばらくして、螢子のヒモでシャブ中のヤクザ、矢島が現れる。矢島は漁師たちを相手に覚醒剤を売り捌いていた。ある日、刃傷沙汰を起こして姿を消していた矢島は、多額の借金で組織から追われる身となっていた。修治は螢子から矢島を助けてほしいと懇願され、再びミナミの地に舞い戻る。

## スタッフ
- 監督：降旗康男
- プロデューサー：島谷能成、市古聖智
- 脚本：中村努
- 撮影：木村大作
- 照明：安河内央之
- 美術：今村力
- 録音：紅谷愃一
- 編集：鈴木晄
- 音楽：佐藤允彦、トゥーツ・シールマンス
- 主題歌：作曲　タケカワユキヒデ　作詞　奈良橋陽子
- 主題歌：歌　　ナンシー・ウィルソン
- 助監督：一倉治雄、鈴木元、薬師寺光幸、杉山泰一
- スチール：小林美沙子
- 効果：小島良雄
- 殺陣：宇仁貫三
- 刺青：毛利清二
- 現像：東洋現像所
- 製作協力：東宝映画

## キャスト
- 北原修治：高倉健
- 小川螢子：田中裕子
- 冬子：いしだあゆみ
- 矢島：ビートたけし
- うめ：乙羽信子
- 塙松子：奈良岡朋子
- 啓太：田中邦衛
- 親爺：大滝秀治
- トシオ：小林稔侍
- 組員：寺田農
- ミナミの組長：下條正巳
- とら：あき竹城
- クラブ歌手：真梨邑ケイ
- 夏子：檀ふみ
- 丹古母鬼馬二
- 青木卓
- 村添豊徳
- 西村譲
- 坂田祥一朗
- 宇治正高
- 来路史圃
- 西巻映子
- 池田正子
- 中村久光
- 小林健一
- 岩崎ひろみ
- 渋谷伸弘
- 尾崎仁美
- 村木満
- 小泉朋子
- 西村泰治
- 永井直
- 中瀬博文
- 大谷進
- 戸塚孝
- 石崎洋光
- 小池幸次
- 町田幸夫
- 山下一夫
- 後藤正人
- 桑名良輔
- 市川勉
- 酒井郷博
- 長沢けい子
- 森下明
- 松永忍
- 横内直人
- 清水進一
- 永野明彦
- 清水照夫
- 原田力
- 今西正男
- 森寿男とブルーコーツ

## 製作

### 企画
製作としてクレジットされるグループ・エンカウンターは、降旗監督、カメラマンの木村大作、プロデューサーの市古聖智らスタッフ7人が『夜叉』を作るためだけに構成したプロダクション。東宝から一括して製作費をもらい、その予算範囲内で作品を仕上げるという形。活動はこの1作のみに終わった。予算の管理などは木村が陰でリード。最初にグループ7人がそれぞれアイデアを出して、それを脚本の中村努に伝えて脚本を仕上げる作業で、最初からオリジナル脚本を想定した。中村は京都在住のため、連絡に難航した。漁師町を舞台にすることは早い段階で決まった。
グループ・エンカウンターによる製作で、現場は熱気とチームワークに溢れ、1985年の正月休み（元日と1月2日が撮休）のカラオケ大会では高倉が『唐獅子牡丹』を披露した。

### キャスティング
『戦場のメリークリスマス』『哀しい気分でジョーク』など、当時役者付いていたビートたけしの出演が1984年12月4日に正式に決まった。当時のビートたけしは週にテレビ4本、ラジオ1本のレギュラーに特番も多く、お茶の間の超売れっ子だったが、高倉健との共演話が持ち込まれるとスケジュールを調整し、すぐに出演を決めた。たけしは元ヤクザの健さんに心惹かれる都会の女・小川螢子（田中裕子）の情夫役。たけしは日本テレビで報道陣の取材に応じ、「むかし深夜興行で健さんの三本立てをよく見たけど、実際に会ったらシビれるだろうナ。オレの持論なんだが、役者は演技以前に存在感が重要だと思っている。映画界じゃ、健さんと渥美清さんぐらいじゃない」などと述べた。また田中裕子との濡れ場があると告知されていたため、この質問にも答え「裕子ちゃん?『おしん』を見てるとなぜかスケベっぽいね。まさにヤクザの情婦にぴったりじゃないの。キャスティングがいいから映画は当たるよ」などと話した。

### 撮影
雪を狙って福井県の日向をメインロケ地に決め、木村の提案で年末年始の休みを返上して1984年12月24日からクランクイン。
小料理屋のセットは、若狭湾と日向湖を繋ぐ場所に架かる日向橋のたもとの空き地に建てられた。
大阪のロケは当時大阪では暴力団同士の抗争が激化していて、高倉には本番だけ出てきてもらい、いつでも逃げられる状態でゲリラ的な撮影を行った。
共演したビートたけしは撮影中のエピソードとして、真冬の福井県ロケのある日、オフだったにもかかわらず、高倉が激励をしにロケ現場へ現れた。厳しい寒さの中、出演者・スタッフは焚火にあたっていたが、高倉は全く焚火にあたろうとしない。スタッフが「どうぞ焚火へ」と勧めるが、高倉は「自分はオフで勝手に来た身なので、自分が焚火にあたると、皆さんに迷惑がかかりますので」と答えた。このためスタッフだけでなく、共演者誰一人申し訳なくて、焚火にあたれなかったと発言している。やがて「頼むからあたってください。健さんがあたらないと僕達もあたれないんです」と泣きつかれ、「じゃあ、あたらせていただきます」となり、やっと皆で焚火にあたることができた。

## ロケ地
1984年12月24日から1985年2月1日まで、福井県美浜町日向や敦賀市の敦賀駅などでロケが行われた。1985年3月クランクアップ。　